# 西归芹
西归芹（学名：Seselopsis tianschanicum）为伞形科天山邪蒿属的植物。分布于俄罗斯以及中国大陆的新疆等地，生长于海拔1,500米至2,500米的地区，见于草原灌丛中和草坡上，目前尚未由人工引种栽培。

## 别名
土当归（新疆）、天山邪蒿（高等植物图鉴）